# Acetato de cobalto(II)
Acetato de cobalto(II) é um composto inorgânico cujo cátion é o cobalto(II) e ânion é o acetato. É encontrado na forma frequentemente tetra-hidratada Co(C2H3O2)2(H2O)4.  É utilizado na indústria como catalisador.